# Norman Crag
Der Norman Crag ist ein 1400 m hoher und schroffer Nunatak mit geteiltem Gipfelplateau auf der antarktischen Ross-Insel. Er ragt 3,3 km nördlich des Gipfels von Mount Bird auf.
Das New Zealand Geographic Board benannte ihn 2001 nach dem neuseeländischen Bauingenieur Bob Norman, der ab 1988 den Vorsitz des Ross Dependency Research Committee innehatte. 